# Кинематограф Иордании
Иордания оказывает политическую поддержку кинематографистам со всего мира. В частности, в 1988 году в городе Петра был снят фильм «Индиана Джонс и последний крестовый поход». В 1961 году в пустыне Вади-Рам был снят фильм «Лоуренс Аравийский» режиссёра Дэвида Лина. Из последних фильмов, которые были сняты в Иордании, выделяются «Повелитель бури», «Трансформеры: Месть падших» и «Игра без правил». В стране также снимаются национальные фильмы.
В 2003 году было учреждено Иорданское королевское сообщество кинематографистов. Сообщество было создано для позиционирования Иордании в качестве места, где деятели кино с Ближнего Востока могут свободно снимать фильмы в сотрудничестве с самыми талантливыми кинематографистами в мире. Несмотря на то, что Иордания явно испытывает нехватку студий, кинолабораторий и кинооборудования, она часто используется для съемок панорамы Ближнего Востока, в силу стабильной обстановки в государстве. Режиссёр Брайан Де Пальма однажды отметил, что Иордания является хорошим местом, чтобы заменить панораму Ирака: «Местность очень похожа на Ирак, плюс у них есть около миллиона иракских беженцев там».
2007 год был большим годом для иорданского кинематографического сообщества. Из 10 художественных фильмов, снятых на территории Иордании, три были производства иорданских кинематографистов.
В 2008 году в Иордании создан институт кинематографических искусств. Выпускникам института выдается степень магистра в области кинематографических искусств.
В январе 2016 года, впервые в истории Иордании, фильм «Гордость» был номинирован на «Оскар» за лучший фильм на иностранном языке.